# Acrux
Acrux (Alfa de la Creu del Sud / α Crucis) és l'estrella més brillant de la constel·lació de la Creu del Sud i la tretzena més brillant del nostre cel, amb una magnitud aparent de 0,77.
Com Acrux està situada a una declinació d'uns −60°, només és visible al sud del Tròpic de Càncer i per això no rebé un nom tradicional antic; "Acrux" és simplement una combinació de l'A en "alfa" més Crux. Acrux és l'estrella de primera magnitud més meridional, uns pocs graus més al sud que Alfa Centauri. Aquest sistema es troba a una distància de 321 anys llum del Sol.
Acrux és, de fet, una estrella ternària situada a uns 320 anys llum del sistema solar. Només dues components són visualment distingibles, α¹ i α², separades per 4 segons d'arc. α¹ és de magnitud 1,33 i α² de magnitud 1,73. Ambdues són estrelles calentes de classe B (gairebé classe O), amb temperatures superficials d'aproximadament 28.000 i 26.000 kèlvins respectivament; les seves lluminositats respectives són 2.500 i 1.600 vegades que del Sol. α¹ i α² orbiten durant un període tan llarg que el seu moviment amb prou feines és perceptible; aquest període pot ser de 1.500 anys o superior, amb una separació mínima de 430 unitats astronòmiques. HR 4729, també conegut com Acrux C, és un company més llunyà, formant una estrella triple a través de petits telescopis. C també és un binari espectroscòpic, que fa que el nombre total d'estrelles del sistema sigui almenys cinc.
α¹ és, al seu torn, una estrella binària espectroscòpica, les components de la qual es creu que són al voltant de 14 i 10 vegades la massa del Sol i que orbiten en només 76 dies a una separació d'al voltant una unitat astronòmica. Les masses de α² i la component més brillant de α¹ suggereixen que aquestes estrelles explotaran com supernoves. El component més dèbil de α¹ pot sobreviure per convertir-se en una nana blanca massiva.

## Nomenclatura

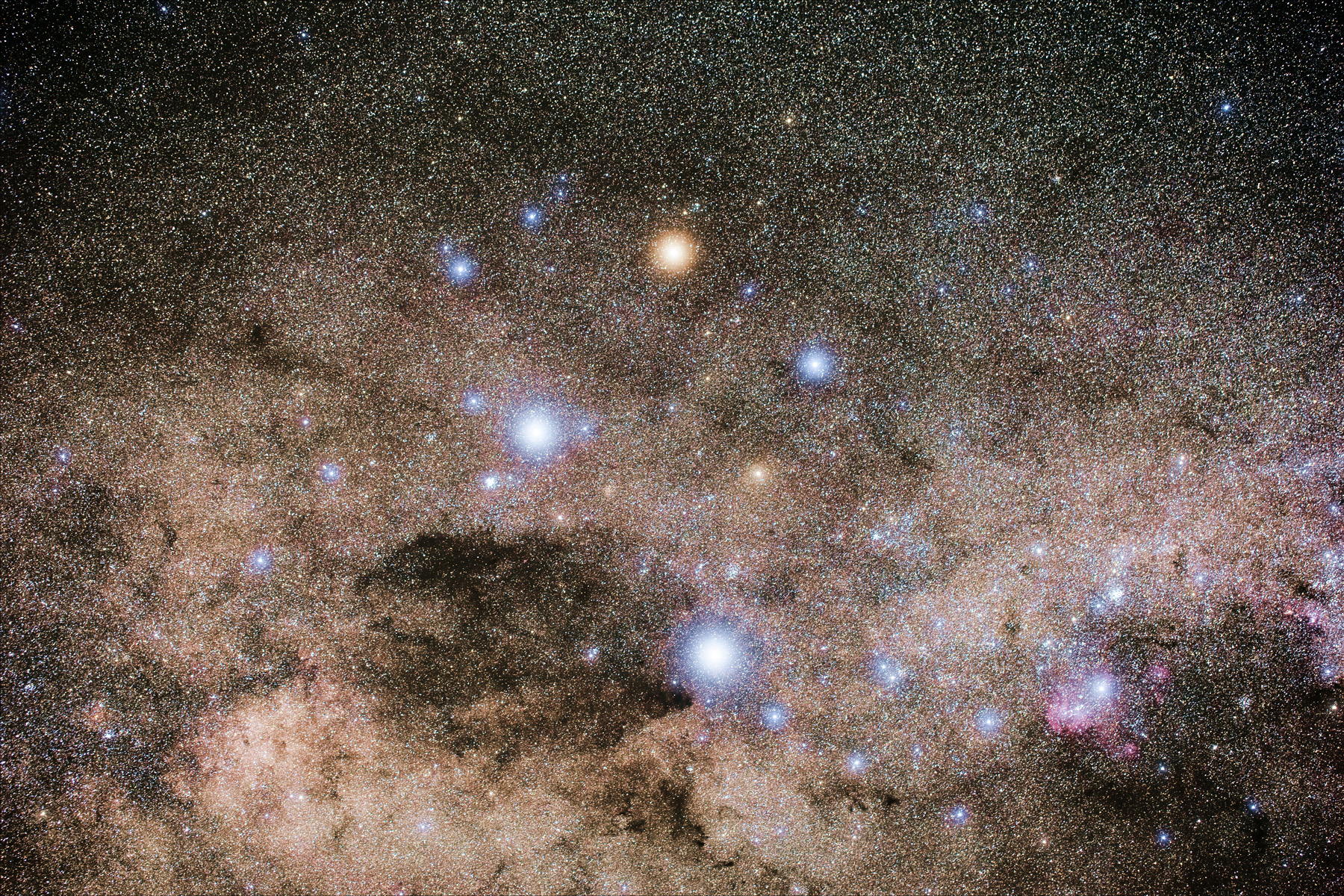
La constel·lació Crux

α Crucis (llatinitzat a Alpha Crucis) és la designació de Bayer del sistema; α 1 i α 2 Crucis, els dels seus dos components principals estels. Les designacions d'aquests dos constituents com a Acrux A i Acrux B i les dels components d'A - Acrux Aa i Acrux Ab - deriven de la convenció utilitzada pel Washington Multiplicity Catalog (WMC) per a sistemes estel·lars múltiples, i adoptat per la Unió Astronòmica Internacional (IAU).
El nom històric Acrux per a α 1 Crucis és un americanisme encunyat al segle xix, però que va entrar en ús comú només a mitjans del segle xx. El 2016, la Unió Astronòmica Internacional va organitzar un grup de treball sobre noms d'estrelles (WGSN) per catalogar i estandarditzar els noms propis de les estrelles. El WGSN afirma que en el cas de múltiples estrelles, el nom s'ha d'entendre que s'atribueix al component més brillant per la brillantor visual. El WGSN va aprovar el nom Acrux per a l'estrella Acrux Aa el 20 de juliol de 2016 i ara està inscrit al Catàleg de Noms d'Estrella de la IAU.
Com que Acrux es troba a una declinació de -63°, la qual cosa la converteix en l'estrella de primera magnitud més al sud, només és visible al sud dels 27° de latitud nord. Amb prou feines s'aixeca de ciutats com Miami, Estats Units, o Karachi, Pakistan (ambdues al voltant dels 25 ° N) i gens de Nova Orleans, Estats Units, o el Caire, Egipte (ambdues a uns 30 ° N). A causa de la precessió axial de la Terra, l'estrella era visible per als antics astrònoms hindús a l'Índia que la van anomenar Tri-shanku. També era visible pels antics romans i grecs, que la consideraven part de la constel·lació de Centaurus.
En xinès,十字架 (Shí Zì Jià, Creu), es refereix a un asterisme format per Acrux, Mimosa, Gamma Crucis i Delta Crucis. En conseqüència, el mateix Acrux es coneix com a 十字架二 (Shí Zì Jià èr, la segona estrella de creu).
Aquesta estrella es coneix com a Estrela de Magalhães en portuguès.

## Propietats estel·lars

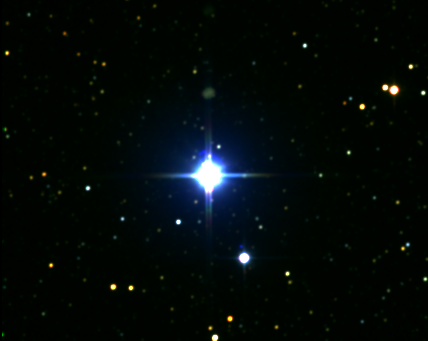
αCrucis amb la HD 108250 propera (la segona estrella més brillant)

Els dos components, α1 i α2 Crucis, estan separats per 4 segons d'arc. α1 és de magnitud 1,40 i α2 és de magnitud 2,09, ambdues estrelles primerenques de classe B, amb temperatures superficials d'uns 28.000 i 26.000 K, respectivament. La seva lluminositat és de 25.000 i 16.000 vegades la del Sol. α1 i α2 orbiten durant un període tan llarg que el moviment només es veu amb prou feines. A partir de la seva separació mínima de 430 unitats astronòmiques, s'estima que el període és d'uns 1.500 anys.
α1 és en si mateix una estrella binària espectroscòpica, amb els seus components que es creu que són al voltant de 14 i 10 vegades la massa del Sol i orbitant en només 76 dies a una separació d'aproximadament 1 AU. Les masses d'α2 i el component més brillant α1 suggereixen que les estrelles algun dia explotaran com a supernoves. El component Ab pot realitzar la captura d'electrons al nucli degenerat O+Ne+Mg i desencadenar una explosió de supernova, en cas contrari es convertirà en una nana blanca massiva.
La fotometria amb el satèl·lit TESS ha demostrat que una de les estrelles del sistema α Crucis és una variable β Cephei, encara que α1 i α2 Crucis estan massa a prop perquè TESS pugui resoldre i determinar quin és el polsador.
Rizzuto i els seus col·legues van determinar el 2011 que el sistema α Crucis tenia un 66% de probabilitats de ser membre del subgrup Lower Centaurus-Crux de l'associació Scorpius-Centaurus. Abans no es veia com a membre del grup.
L'estrella de classe B més freda i menys lluminosa HR 4729 (HD 108250) es troba a 90 segons d'arc de distància del sistema estel·lar triple α Crucis i comparteix el seu moviment a través de l'espai, cosa que suggereix que pot estar lligada gravitacionalment a ella i, per tant, se suposa que és associats físicament. És en si mateix un sistema binari espectroscòpic, de vegades catalogat com a component C (Acrux C) del sistema múltiple Acrux. Un altre company visual més tènue que apareix com a component D o Acrux D. Altres set estrelles tènues també apareixen com a companyes a una distància d'uns dos minuts d'arc.
El 2 d'octubre de 2008, la nau espacial Cassini-Huygens va resoldre tres dels components (A, B i C) del sistema estel·lar múltiple mentre el disc de Saturn l'ocultava.

## Cultura
Acrux està representat a les banderes d’Austràlia, Nova Zelanda, Samoa i Papua Nova Guinea com una de les cinc estrelles que formen la Creu del Sud. També apareix a la bandera del Brasil, juntament amb 26 estrelles més, cadascuna de les quals representa un estat; Acrux que representa l'estat de São Paulo. També està representat (com a part de la Creu del Sud) a la portada del passaport brasiler actual (a partir de 2015).
El vaixell d'investigació oceanogràfica brasiler Alpha Crucis rep el nom de l'estrella.